# Thomasberg
Thomasberg là một thị xã thuộc huyện Neunkirchen trong bang Niederösterreich, Áo.